# IBM PS/1

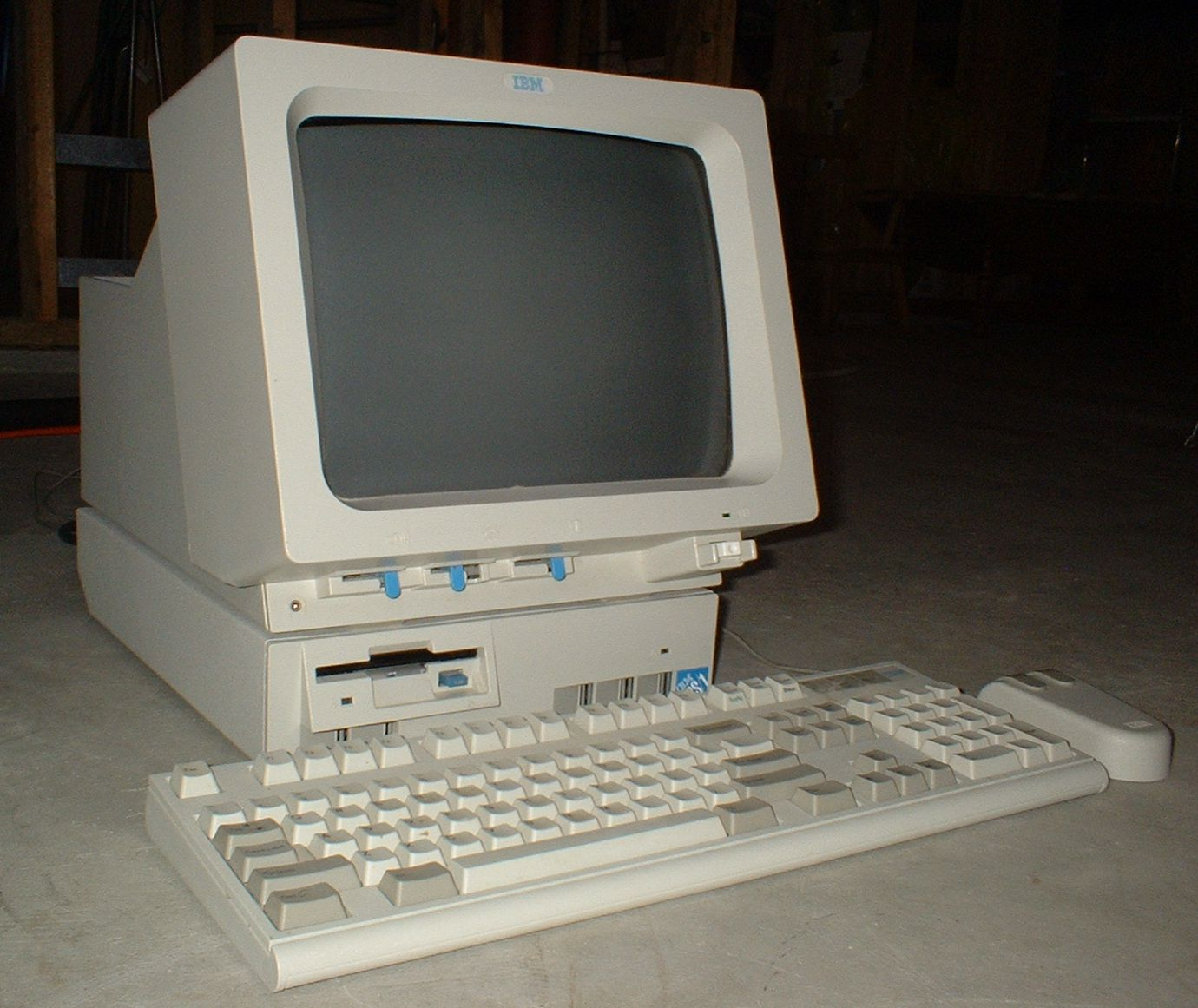
IBM PS/1 (модель 2011)

IBM PS/1 (англ. IBM Personal System/1) — серія персональних комп'ютерів фірми IBM, випускалася з 1990 року, у вересні 1994 була замінена на IBM Aptiva. Це друга спроба IBM вийти на ринок домашніх комп'ютерів, після невдалої моделі IBM PCjr.

## Технічні характеристики
Спершу, в оригінальному IBM PS/1 (модель 2011), пропонувалося всього чотири моделі:
- 2011–101 з чорно-білим дисплеєм (Black and White ™ Photo Graphic Display) і 512 кБ оперативної пам'яті;
- 2011–201 з кольоровим дисплеєм (Color ™ Photo Graphic Display) і 512 кБ пам'яті;
- 2011–134 з чорно-білим дисплеєм (Black and White ™ Photo Graphic Display), жорсткий диск на 30МБ і 1МБ пам'яті
- 2011–234 з кольоровим дисплеєм (Color ™ Photo Graphic Display), жорсткий диск на 30МБ і 1МБ пам'яті

Процесор Intel 80286, з тактовою частотою 10 МГц. Материнська плата була виконана в форматі LPX. Оперативна пам'ять об'ємом від 512 КБ до 1 МБ складалася з 72-контактних модулів SIMM. У комплект входив 3,5-дюймовий дисковод гнучких дисків ємністю 1,44 МБ; опціонально жорсткий диск 30 МБ, звукова карта, дисковод 5,25, джойстик (або два, в комплекті з Y-подібним кабелем) що підключається по MIDI. У монітора VGA, кольорового або чорно-білого, було два кабелі, що дозволяло вмикати комп'ютер кнопкою на моніторі. Операційна система PC-DOS 4.01 була прошита в мікросхемі постійної пам'яті. Всі комп'ютери серії PS/1 мали вбудований модем, для доступу до онлайн допомоги та завантаження програмного забезпечення. Комп'ютер продавався за ціною від $ 999 до $ 1999, залежно від комплектації.